# Frédéric Stasiak
Pour les articles homonymes, voir Stasiak.
Frédéric Stasiak, né le 16 juin 1966 à Jarny (Meurthe-et-Moselle) et mort le 27 janvier 2022 à Nancy (Meurthe-et-Moselle), est un juriste et universitaire français.
Spécialiste du droit pénal des affaires, il est professeur agrégé à l'université de Lorraine. Il est également connu pour rédiger le manuel LGDJ de droit pénal des affaires.

## Biographie

### Formation
Frédéric Stasiak effectue ses études à l'université Nancy-II. Il en sort docteur en droit privé en 1996. Sa thèse, intitulée « Autorités administratives indépendantes et garanties fondamentales d’une bonne justice », reçoit le « prix Daniel-Parisot » de la meilleure thèse en droit privé.

### Carrière universitaire
Frédéric Stasiak est nommé maître de conférences en droit privé à l'université Nancy-II en 1997. Après avoir obtenu son agrégation de droit privé, il accède au rang de professeur en 2001. Il enseigne le droit pénal général, la procédure pénale, le droit pénal européen et surtout, le droit pénal des affaires, sa spécialité.
- Université Nancy-II (Université de Lorraine depuis 2012) :
  - Maître de conférences en droit privé (1997 - 2001)
  - Professeur agrégé en droit privé (depuis 2001)
  - Directeur du master 2 « Contentieux »
  - Codirecteur du master 2 « Droit et économie », en partenariat avec l'Université de Luxembourg
  - Président de la Commission des spécialistes de droit privé
  - Directeur de l'école doctorale, campus sciences juridiques, politiques, économiques et de gestion
  - Membre du Conseil scientifique de l'université
  - Directeur du master 2 "Prévention du risque pénal économique et financier"
- Correspondant de « EduDroit »

### Décès
Frédéric Stasiak meurt d'un malaise le 27 janvier 2022 à son bureau de la faculté de droit de Nancy. Un hommage lui est rendu au sein de l'établissement par l'ensemble du corps enseignant et les étudiants.

## Publications
- Droit pénal des affaires, Librairie générale de droit et de jurisprudence (LGDJ), dernière édition en septembre 2010
- L'organisation des dispositifs spécialisés de lutte contre la criminalité économique et financière en Europe : Rapport final, Mission de recherche Droit et Justice, 2002
- L'efficience en droit pénal économique : Étude de droit positif à la lumière de l'analyse économique du droit (préface), de Guy Canivet et Guillaume Royer, LGDJ, 2009